# Pfiesteria shumwayae
Pfiesteria shumwayae oder auch Pseudopfiesteria shumwayae ist ein heterotropher Dinoflagellat aus der Gattung Pfiesteria und wurde im Jahr 2000 das erste Mal beschrieben. Die Art kann die Fähigkeit zur Photosynthese durch das Fressen von autotrophen Algen erlangen, wobei deren Chloroplasten als Kleptoplastide erhalten und weiter benutzt werden. P. shumwayae kann sich aber auch räuberisch ernähren, und giftige Stämme von P. shumwayae werden mit Fischsterben entlang der Ostküste der USA in Verbindung gebracht. Im Gegensatz zur verwandten Art Pfiesteria piscicida hat P. shumwayae einen weniger komplexen Lebenszyklus. Die Art wurde nach Sandra E. Shumway benannt, der Gründerin der Zeitschrift Harmful Algae.

## Giftigkeit
Obwohl giftige Stämme von Pfiesteria shumwayae für Fischsterben verantwortlich gemacht werden, ist die Fähigkeit zur Abgabe von Giften umstritten gewesen. Eine 2002 veröffentlichte Studie ergab, dass P. shumwayae Fische nicht durch Gift, sondern durch direkten Kontakt durch Mikropredation tötet. Dabei fressen die Einzeller einzelne Hautzellen durch Myzozytose, wobei der Fisch an der Summe dieser kleinsten Wunden stirbt. Die Nachweisbarkeit von Gift scheint von den verwendeten Stämmen und Analysemethoden abzuhängen. Das von einem giftigen Stamm produzierte Gift kann neurale Schäden bei Ratten verursachen.

## Verbreitung
Pfiesteria ist weltweit verbreitet und kommt typisch in Ästuaren und Küstengewässern vor. Die Organismen sind harmlos, solange sie nicht massenhaft als Algenblüte auftreten, denn erst in hohen Konzentrationen werden die Einzeller durch ihre Mikropredation und Giftproduktion schädlich. Massenvorkommen von P. shumwayae wurden beispielsweise beobachtet im Taskinas Creek, einem Nebenfluss des York River in Virginia im März 2005.

## Nachweise
1. ↑  R. Wayne Litaker, Karen A. Steidinger, Patrice L. Mason et al. (2005) The reclassification of Pfiesteria shumwayae (Dinophyceae): Pseudopfiesteria, gen. nov. Journal of Phycology, vol. 41, iss. 3, 643–651. DOI|10.1111/j.1529-8817.2005.00075.x
2. ↑  NC State News Release, March 10, 2000: NC State Scientists Confirm Second Toxic Pfiesteria Species, Archivierte Kopie (Memento des Originals vom 18. März 2007 im Internet Archive)  Info: Der Archivlink wurde automatisch eingesetzt und noch nicht geprüft. Bitte prüfe Original- und Archivlink gemäß Anleitung und entferne dann diesen Hinweis.
3. ↑  Burkholder JM, Glasgow HB (2001).Species of the toxic Pfiesteria complex, and the importance of functional type in data interpretation, Environ Health Perspect., vol. 109, suppl. 5, 667–679, doi:10.2307/3454912
4. ↑  Miller TR, Belas R (2003). Pfiesteria piscicida, P. shumwayae, and other Pfiesteria-like dinoflagellates. Res. Microbiol., vol. 154, iss. 2, 85-90. doi:10.1016/S0923-2508(03)00027-5
5. ↑  Vogelbein WK, Lovko VJ, Shields JD (2002). Pfiesteria shumwayae kills fish by micropredation not exotoxin secretion, Nature, vol. 418, iss. 6901, 967-070. doi:10.1038/nature01008
6. ↑  Burkholder JM, Gordon AS, Moeller PD (2005). Demonstration of toxicity to fish and to mammalian cells by Pfiesteria species: comparison of assay methods and strains. PNAS, vol. 102, iss. 9, 3471–3476. doi:10.1073/pnas.0500168102
7. ↑  Duncan PM, Parris B, Schultz S (2005). Behavioral effects and drug vulnerability in rats exposed to Pfiesteria toxin. Neurotoxicol Teratol, vol.27, iss. 5, 701-710. doi:10.1016/j.ntt.2005.06.008
8. ↑  Chesapeake Bay Foundation - Save the Bay: High Concentrations of Pfiesteria Underscore Need to Reduce pollution: Archivierte Kopie (Memento des Originals vom 28. September 2007 im Internet Archive)  Info: Der Archivlink wurde automatisch eingesetzt und noch nicht geprüft. Bitte prüfe Original- und Archivlink gemäß Anleitung und entferne dann diesen Hinweis.